# Odelzhausen
Odelzhausen település Németországban, azon belül Bajorországban. Lakosainak száma 5723 fő (2023. december 31.). Odelzhausen Olching, Erdweg és Sulzemoos községekkel határos.

## Népesség
A település népessége az elmúlt években az alábbi módon változott:
| Lakosok száma | 427  | 957  | 1674 | 3211 | 4570 | 4724 | 5035 | 5092 | 5367 | 5723 |
|               | 1875 | 1950 | 1975 | 1987 | 2012 | 2014 | 2016 | 2017 | 2021 | 2023 |